# Miroslav Houšť
Miroslav Houšť (* 20. ledna 1954 Cheb) je český malíř, grafik, sochař a ilustrátor.

## Život
Od roku 1969 až 1973 studoval na Střední odborné škole výtvarné na Hollarově náměstí v Praze a v roce 1973 až 1978 studoval na Akademii výtvarných umění v Praze figurální malbu a kresbu v ateliéru Prof. Karla Součka. Vyhrál cenu European prize a Knižní veletrh Havlíčkův Brod za ilustraci.

## Dílo
Celý život se věnuje malbě a kresbě – portrét, figurální malba, zátiší, kytice, krajina. V grafice používal aquatintu, suchou jehlu, lept. Nyní využívá převážně tisk z kamene, litografii. V posledních letech se věnuje rovněž sochařskému umění. Vytváří figurální sochy a sousoší, která jsou realizována v bronzu a v kameni. Zabývá se rovněž architektonickými návrhy. Nyní žije a tvoří střídavě v České republice a v Itálii a zakázky realizuje také ve Švýcarsku, Kuvajtu a Ománu.

## Výstavy

### Seznam Výstav v Česku
- 1980 Okresní muzeum, Kolín
- 1981 Kulturní středisko, Rožmitál pod Třemšínem
- 1981 Muzeum Šumavy, Kašperské Hory
- 1982 Galerie Dílo, Olomouc
- 1982 Okresní muzeum a galerie, Klatovy
- 1983 Muzeum a galerie, Rakovník
- 1984 Památník A. Dvořáka ve Zlonicích
- 1984 Kulturní dům, Karviná
- 1984 Okresní kulturní středisko, Příbram
- 1984 Divadlo Český Těšín
- 1985 Galerie Dílo, Praha
- 1986 Galerie Dílo, Havířov
- 1987 Galerie Dílo, Praha
- 1987 Galerie Dílo, Mariánské Lázně
- 1988 Výstavní a koncertní síň, Mladá Boleslav
- 1988 Středočeská galerie, Praha
- 1989 Kulturní dům, Rakovník
- 1991 Galerie Dílo, Mariánské Lázně
- 1992 Muzeum Šumavy, Sušice
- 1996 Galerie Zlatá kotva, Mariánské Lázně
- 1997 TV Klub, budova ČT, Praha – Kavčí hory
- 1998 Městské muzeum, Kralupy nad Vltavou
- 1999 Galerie Rückl, Praha
- 1999 Galerie Petra Brandla, Praha
- 2001 Foyer hotelu Bohemia, Mariánské Lázně
- 2001 Radniční galerie, Rakovník
- 2002 Galerie v zahradě, Kolín
- 2003 Galerie Miro, Praha
- 2004 Kostel sv. Judy a Tadeáše, Praha
- 2004 Komerční banka, Praha
- 2005 Vinotéka Pod klenbou, Praha
- 2005 Hotel Olympik Praha
- 2006 Kostel sv. Judy a Tadeáše, Praha
- 2006 Parlament ČR, Praha
- 2007 Divadlo Bez Zábradlí, Praha
- 2007 Karolinum, Praha
- 2010 Kostel sv. Judy a Tadeáše, Praha
- 2016 Senát, Praha

### Seznam výstav v zahraničí
- 1985 Kulturní centrum, Potsdam, (Německo)
- 1993 Rotary Club, Sao Paulo (Brazílie)
- 1994 Rotary Club, Jakarta, (Indonésie)
- 1997 Icast, (Dánsko)
- 2001 Kulturní centrum, Mnichov – Aschheim (Německo)
- 2004 Kunst Direkt, Meinz, (Německo)
- 2015 Roccella Ionica, Itálie
- 2015 Petrizzi, Itálie